# Ilanz/Glion
Ilanz/Glion – miejscowość i gmina w Szwajcarii, w kantonie Gryzonia, siedziba administracyjna regionu Surselva. Pod względem liczby mieszkańców jest największą gminą w regionie. Powstała 1 stycznia 2014 w wyniku połączenia gmin Castrisch, Duvin, Ladir, Luven, Pigniu, Pitasch, Riein, Rueun, Ruschein, Schnaus, Sevgein i Siat.

## Demografia
W Ilanz/Glion mieszka 4969 osób. W 2020 roku 16,8% populacji gminy stanowiły osoby urodzone poza Szwajcarią. 

## Transport
Przez teren gminy przebiega droga główna nr 19.